# 大萬山島
大萬山島位於中國廣東海上，為萬山群島其中的一個島嶼。
21°56′31″N 113°43′44″E / 21.941822°N 113.728994°E

## 簡介
大萬山島為萬山群島西南端的一個島嶼，面積約8.1平方公里，人口約有3000人，是萬山群島主要居民點之一。小萬山島在大萬山島的西方。珠海市萬山鎮的鎮政府所在地位於大萬山島。大萬頂高約海拔443.13公尺。大萬山島附近的海域是中國著名的漁場之一，然而珠江口已受到有機氯化合物的污染，大萬山島的貝類被檢測出含有HCH、DDT、多氯聯苯等物質。大萬山島淡水較缺乏，建有水庫。大萬山與珠海香洲港有客輪航線聯繫。